# Jacob van der Windt

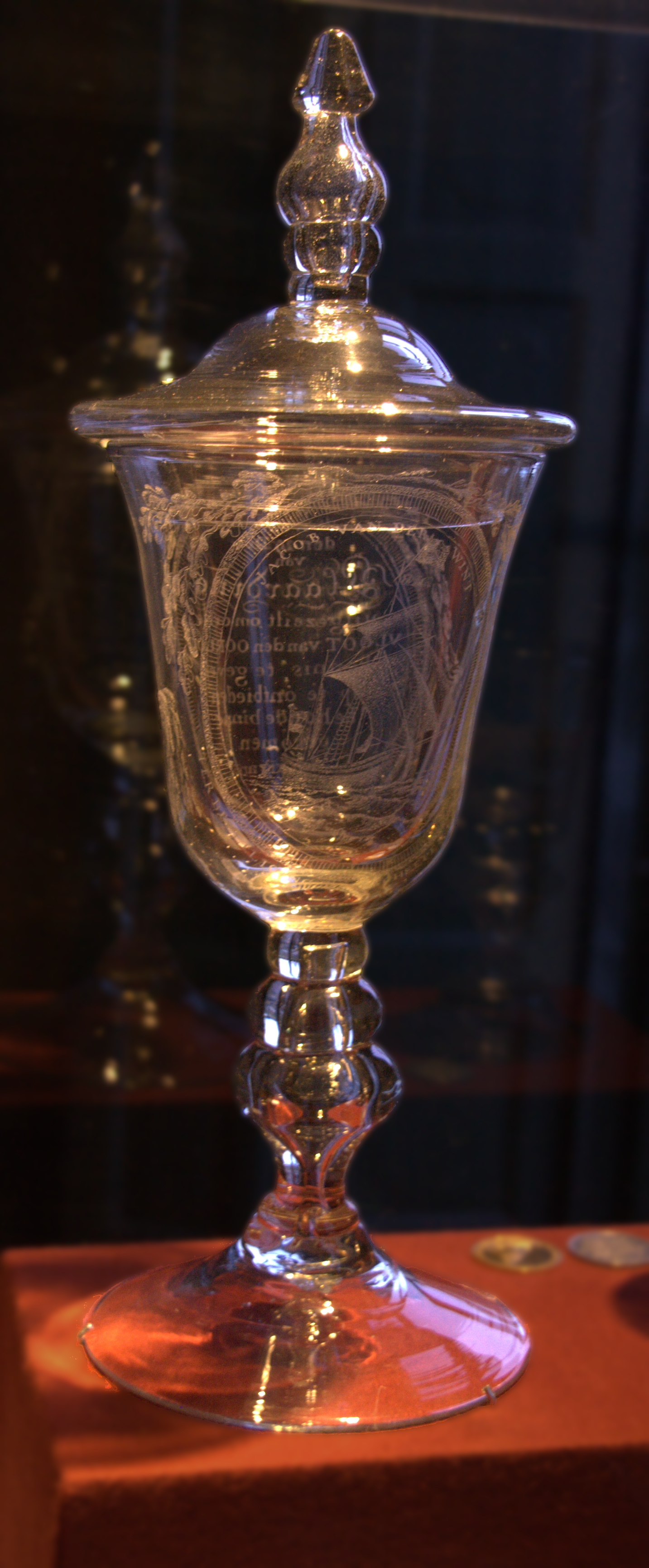
Taça Jacob van der Windt - Museum Vlaardingen

Jacob van der Windt (Wint) (batizado Vlaardingen em 15 de setembro de 1745 - 15 de outubro de 1792 ) foi piloto no haringbuis "De Roode Roos " do armador vlaardinguense, Assendelft de Coningh (1747-1803).
Devido à eclosão da Quarta Guerra Anglo-Holandesa (1780-1784), ele partiu de Brielle em 29 de dezembro de 1780 para a frota pesqueira de Vlaardingen e Maassluis consistindo de respectivamente 82 e 63 navios no Dogger Bank para avisá-los. Graças a esta viagem apenas alguns navios foram atacados pelos ingleses. A maior parte da frota voltou para portos seguros.
Van der Windt voltou a Vlaardingen em 11 de janeiro de 1781 . Ele foi homenageado com um medalhão comemorativo de ouro e uma taça de vidro. No anverso da medalha e da taça há uma imagem do navio de Van der Windt.
O texto na taça de vidro no Museum Vlaardingen diz: "1780 de 29 de dezembro partiu de Vlaarding para informar nossa frota da guerra a ser convocada para chegada segura em xi janeiro de 1781"